# オースミイチバン
オースミイチバン（欧字名:Osumi Ichiban、2009年2月28日 - ）は、日本の競走馬。主な勝ち鞍に2012年の兵庫チャンピオンシップ、2013年のダイオライト記念。
馬名の由来は、冠名＋「1番」。

## 経歴

### 競走馬時代
逃げの戦法でJRA重賞を4勝した実績馬オースミハルカの第3子として2009年に生誕し、2011年10月に競走馬デビュー。母同様、川島信二が主戦騎手を務めていた。
デビュー4戦中3戦で大差負けを喫するなど苦戦続きであったが、2012年3月に一転し大差勝ちにて初勝利を収め、平場戦1勝を加えた後、兵庫チャンピオンシップにて重賞タイトルを獲得した。
重賞ウィナーとなったオースミイチバンであったが秋以降の中央開催では再び1秒以上離される大差負けを繰り返すようになる。しかしその一方で地方開催においては入着を確保する内容を見せ、古馬となった2013年のダイオライト記念では単勝1.2倍に推された実績馬ハタノヴァンクールを首差退け2度目の重賞タイトルを獲得した。
その後は惨敗が続き、2014年5月9日付けで競走馬登録を抹消された。引退後は北海道沙流郡日高町の白井牧場で乗馬となった。
しかしその後、ホッカイドウ競馬の齊藤正弘厩舎で現役復帰、2016年3月31日に競走能力検査を合格した。復帰初戦となったコスモバルク記念は9着に終わった。ホッカイドウ競馬では6戦し、2016年10月27日付けで登録を抹消された。

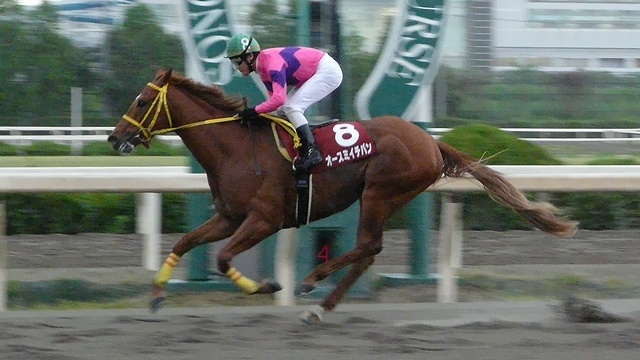
2012年兵庫チャンピオンシップ

### 引退後
引退後は白井牧場不二ファーム乗馬クラブを経て、現在は三重県名張市のRiding Club CARECAで引退名馬繋養展示事業の対象馬として繋養されている。

## 競走成績
| 年月日     | 競馬場 | 競走名                         | 格     | 頭数 | オッズ （人気） | オッズ （人気） | 着順 | 騎手       | 斤量 | 距離（馬場）  | タイム （上り3F） | タイム 差 | 勝ち馬/（2着馬）     |
| ---------- | ------ | ------------------------------ | ------ | ---- | --------------- | --------------- | ---- | ---------- | ---- | ------------- | ----------------- | --------- | -------------------- |
| 2011.10.22 | 京都   | 2歳新馬                        |        | 14   | 025.7           | 0（8人）        | 10着 | 秋山真一郎 | 55   | 芝1400m（稍） | 1:24.4（36.1）    | -2.8      | タガノグーフォ       |
| 0000.10.30 | 京都   | 2歳未勝利                      |        | 16   | 143.1           | （12人）        | 14着 | 秋山真一郎 | 55   | 芝1800m（稍） | 1:52.0（36.5）    | -2.1      | フレージャパン       |
| 2012.02.15 | 笠松   | 如月賞                         |        | 10   | 011.5           | 0（6人）        | 05着 | 高橋亮     | 56   | ダ1400m（不） | 1:29.6（38.5）    | -0.7      | トニフィカーレ       |
| 0000.02.25 | 阪神   | 3歳未勝利                      |        | 15   | 058.8           | 0（9人）        | 08着 | 高橋亮     | 56   | ダ1800m（重） | 1:56.4（37.8）    | -1.8      | キングブレイク       |
| 0000.03.24 | 阪神   | 3歳未勝利                      |        | 16   | 036.3           | （11人）        | 01着 | 川島信二   | 56   | ダ1800m（不） | 1:51.8（37.7）    | -2.0      | (シュガーシャック)   |
| 0000.04.14 | 阪神   | 3歳500万下                     |        | 9    | 001.8           | 0（1人）        | 01着 | 川島信二   | 56   | ダ1800m（稍） | 1:52.8（36.1）    | -0.7      | (サントスシチー)     |
| 0000.05.03 | 園田   | 兵庫チャンピオンシップ         | JpnII  | 12   | 001.6           | 0（1人）        | 01着 | 川島信二   | 54   | ダ1870m（重） | 2:01.7（35.6）    | -0.4      | (タイセイシュバリエ) |
| 0000.06.03 | 東京   | ユニコーンS                    | GIII   | 16   | 004.4           | 0（2人）        | 02着 | 川島信二   | 57   | ダ1600m（良） | 1:36.8（36.2）    | -0.3      | ストローハット       |
| 0000.07.11 | 大井   | ジャパンダートダービー         | JpnI   | 11   | 004.1           | 0（3人）        | 04着 | 川島信二   | 56   | ダ2000m（良） | 2:06.2（37.0）    | -0.9      | ハタノヴァンクール   |
| 0000.11.04 | 京都   | みやこS                        | GIII   | 16   | 065.4           | （10人）        | 13着 | 川島信二   | 56   | ダ1800m（良） | 1:51.4（38.1）    | -1.8      | ローマンレジェンド   |
| 0000.11.18 | 東京   | 霜月S                          | OP     | 16   | 008.5           | 0（5人）        | 11着 | 川島信二   | 55   | ダ1400m（重） | 1:23.7（35.5）    | -1.1      | エーシンウェズン     |
| 0000.12.24 | 名古屋 | 名古屋グランプリ               | JpnII  | 11   | 012.4           | 0（6人）        | 03着 | 川島信二   | 55   | ダ2500m（重） | 2:42.2（39.9）    | -1.9      | エーシンモアオバー   |
| 2013.01.20 | 中京   | 東海S                          | GII    | 16   | 082.8           | （12人）        | 14着 | 川島信二   | 56   | ダ1800m（良） | 1:53.3（39.9）    | -2.3      | グレープブランデー   |
| 0000.02.11 | 佐賀   | 佐賀記念                       | JpnIII | 12   | 013.5           | 0（4人）        | 04着 | 川島信二   | 57   | ダ2000m（稍） | 2:07.8（37.4）    | -2.1      | ホッコータルマエ     |
| 0000.03.13 | 船橋   | ダイオライト記念               | JpnII  | 14   | 045.9           | 0（6人）        | 01着 | 川島信二   | 55   | ダ2400m（良） | 2:35.1（37.8）    | -0.1      | (ハタノヴァンクール) |
| 0000.07.14 | 中京   | ジュライS                      | OP     | 16   | 007.6           | 0（3人）        | 06着 | 川島信二   | 56   | ダ1800m（良） | 1:51.4（37.6）    | -0.7      | スタッドジェルラン   |
| 0000.07.27 | 新潟   | BSN賞                          | OP     | 15   | 008.3           | 0（2人）        | 11着 | 川島信二   | 57   | ダ1800m（稍） | 1:52.6（38.6）    | -1.3      | トウショウフリーク   |
| 0000.11.17 | 東京   | 霜月S                          | OP     | 16   | 089.9           | （12人）        | 16着 | 五十嵐雄祐 | 57   | ダ1400m（良） | 1:25.8（37.8）    | -2.1      | エーシントップ       |
| 0000.12.15 | 阪神   | ベテルギウスS                  | OP     | 11   | 143.4           | （10人）        | 08着 | 川島信二   | 56   | ダ2000m（良） | 2:05.8（37.0）    | -1.2      | ナムラビクター       |
| 2014.01.06 | 京都   | 万葉S                          | OP     | 10   | 036.0           | （10人）        | 10着 | 川島信二   | 57   | 芝3000m（良） | 3:09.9（37.1）    | -2.9      | タニノエポレット     |
| 0000.01.26 | 中京   | 東海S                          | GII    | 16   | 382.1           | （15人）        | 14着 | 吉田隼人   | 57   | ダ1800m（良） | 1:52.5（38.6）    | -2.1      | ニホンピロアワーズ   |
| 0000.05.04 | 新潟   | 谷川岳S                        | OP     | 16   | 346.4           | （16人）        | 12着 | 中井裕二   | 56   | 芝1600m（良） | 1:36.1（32.9）    | -0.9      | サンレイレーザー     |
| 2016.04.28 | 門別   | コスモバルク記念               | H3     | 10   | 032.6           | 0（5人）        | 09着 | 松井伸也   | 58   | ダ1800m（良） | 2:02.9（47.4）    | -8.0      | ウルトラカイザー     |
| 0000.05.25 | 門別   | 楽天競馬特別                   | OP     | 12   | 038.4           | 0（8人）        | 07着 | 松井伸也   | 58   | ダ1500m（良） | 1:37:4（40.1）    | -2.9      | ロイヤルクレスト     |
| 0000.07.07 | 門別   | 星雲賞                         | H3     | 9    | 026.2           | 0（5人）        | 04着 | 松井伸也   | 58   | ダ1600m（良） | 1:42:3（40.5）    | -1.5      | オヤコダカ           |
| 0000.08.18 | 門別   | 日商プロパン石油特別           | OP     | 10   | 008.2           | 0（2人）        | 10着 | 松井伸也   | 57   | ダ1700m（重） | 1:53:7（46.4）    | -6.1      | サウスウインド       |
| 0000.09.14 | 門別   | 旭岳賞                         | H3     | 8    | 057.2           | 0（6人）        | 06着 | 松井伸也   | 57   | ダ1600m（良） | 1:42:9（40.2）    | -2.6      | オヤコダカ           |
| 0000.10.13 | 門別   | 旬の味覚！門別ししゃも祭り特別 | OP     | 9    | 013.0           | 0（4人）        | 09着 | 水野翔     | 57   | ダ1800m（稍） | 1:58:8（42.1）    | -2.8      | タイムビヨンド       |

## 血統表
| オースミイチバンの血統          | オースミイチバンの血統                                 | オースミイチバンの血統      | （血統表の出典）            | （血統表の出典） |
| 父系                            | サンデーサイレンス系                                   | サンデーサイレンス系        | サンデーサイレンス系        |                  |
| 父 アグネスタキオン 1998年 栗毛 | 父の父*サンデーサイレンス Sunday Silence 1986年 青鹿毛 | Halo                        | Hail to Reason              | Hail to Reason   |
| 父 アグネスタキオン 1998年 栗毛 | 父の父*サンデーサイレンス Sunday Silence 1986年 青鹿毛 | Halo                        | Cosmah                      |                  |
| 父 アグネスタキオン 1998年 栗毛 | 父の父*サンデーサイレンス Sunday Silence 1986年 青鹿毛 | Wishing Well                | Understanding               | Understanding    |
| 父 アグネスタキオン 1998年 栗毛 | 父の父*サンデーサイレンス Sunday Silence 1986年 青鹿毛 | Wishing Well                | Mountain Flower             |                  |
| 父 アグネスタキオン 1998年 栗毛 | 父の母アグネスフローラ 1987年 鹿毛                     | *ロイヤルスキー             | Raja Baba                   | Raja Baba        |
| 父 アグネスタキオン 1998年 栗毛 | 父の母アグネスフローラ 1987年 鹿毛                     | *ロイヤルスキー             | Coz o'Nijinsky              |                  |
| 父 アグネスタキオン 1998年 栗毛 | 父の母アグネスフローラ 1987年 鹿毛                     | アグネスレディー            | *リマンド                   | *リマンド        |
| 父 アグネスタキオン 1998年 栗毛 | 父の母アグネスフローラ 1987年 鹿毛                     | アグネスレディー            | イコマエイカン              |                  |
| 母 オースミハルカ 2000年 鹿毛   | 母の父フサイチコンコルド 1993年 鹿毛                   | Caerleon                    | Nijinsky II                 | Nijinsky II      |
| 母 オースミハルカ 2000年 鹿毛   | 母の父フサイチコンコルド 1993年 鹿毛                   | Caerleon                    | Foreseer                    |                  |
| 母 オースミハルカ 2000年 鹿毛   | 母の父フサイチコンコルド 1993年 鹿毛                   | *バレークイーン             | Sadler's Wells              | Sadler's Wells   |
| 母 オースミハルカ 2000年 鹿毛   | 母の父フサイチコンコルド 1993年 鹿毛                   | *バレークイーン             | Sun Princess                |                  |
| 母 オースミハルカ 2000年 鹿毛   | 母の母ホッコーオウカ 1993年 鹿毛                       | *リンドシェーバー           | Alydar                      | Alydar           |
| 母 オースミハルカ 2000年 鹿毛   | 母の母ホッコーオウカ 1993年 鹿毛                       | *リンドシェーバー           | *ベーシイド                 |                  |
| 母 オースミハルカ 2000年 鹿毛   | 母の母ホッコーオウカ 1993年 鹿毛                       | ランズプロント              | *プロント                   | *プロント        |
| 母 オースミハルカ 2000年 鹿毛   | 母の母ホッコーオウカ 1993年 鹿毛                       | ランズプロント              | トサモアー                  |                  |
| 母系(F-No.)                     | (FN:3-l)                                               | (FN:3-l)                    | (FN:3-l)                    | [ § 2 ]          |
| 5代内の近親交配                 | Northern Dancer 5･5（母内）                            | Northern Dancer 5･5（母内） | Northern Dancer 5･5（母内） | [ § 3 ]          |
| 出典                            | 1. 2. 3.                                               | 1. 2. 3.                    | 1. 2. 3.                    | 1. 2. 3.         |

- 牝系は名門のフロリースカツプ系。